# Сырец (Ленинградская область)
Сырец — деревня в Заклинском сельском поселении Лужского района Ленинградской области.

## История
Деревня оброчная Сырец и Сырец Меньшой впервые упоминаются в писцовой книге Водской пятины 1500 года, в Дмитриевском Городенском погосте Новгородского уезда.
Сельцо Малый Сырец с середины XVIII века принадлежало сенатору, генерал-инженеру Н. Е. Муравьёву.
Деревня Сырец и в ней усадьба помещика Муравьёва, обозначены на карте Санкт-Петербургской губернии Ф. Ф. Шуберта 1834 года.

СЫРЕЦ — деревня принадлежит генерал-майору Николаю Муравьёву, число жителей по ревизии: 10 м. п., 11 ж. п. (1838 год)

Деревня Сырец отмечена на карте профессора С. С. Куторги 1852 года.

СЫРЕЦ — деревня господина Муравьёва, по просёлочной дороге, число дворов — 15, число душ — 50 м. п. (1856 год)

СЫРЕЦ (БОЛЬШОЙ И МАЛЫЙ) — деревня, число жителей по X-ой ревизии 1857 года: 71 м. п., 72 ж. п. (из них дворовых людей — 10 м. п., 10 ж. п.)

СЫРЕЦ — деревня и мыза владельческие при озере Гольтяеве, число дворов — 20, число жителей: 71 м. п., 68 ж. п.; Часовня православная. (1862 год)

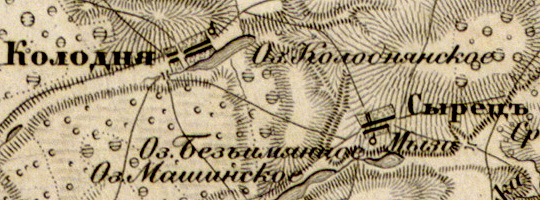
Деревня Сырец на карте 1863 года

Согласно карте из «Исторического атласа Санкт-Петербургской Губернии» 1863 года, в деревне Сырец находилась мыза.
Согласно подворной описи 1882 года:

СЫРЕЦ (БОЛЬШОЙ И МАЛЫЙ) — деревня Раковенского общества Городенской волости
  
домов — 40, душевых наделов — 61,  семей — 33, число жителей — 74 м. п., 93 ж. п.; разряд крестьян — собственники

Согласно материалам по статистике народного хозяйства Лужского уезда 1891 года, усадьба Сырец принадлежала дворянам Н. С. Тимашевой и Е., А., А. и М. С. Шереметевым, усадьба была приобретена до 1868 года, в усадьбе были: 6 парников, 1 оранжерея и ветряная мельница.
В XIX веке деревня административно относилась к Городенской волости 2-го земского участка 1-го стана Санкт-Петербургской губернии, в начале XX века — 2-го стана.
По данным «Памятной книжки Санкт-Петербургской губернии» за 1905 год деревни Большой Сырец и Малый Сырец входили в Колоденское сельское общество, 487 десятин земли в них принадлежали дворянке Екатерине Сергеевне Шереметьевой.
С 1917 по 1919 год деревни Большой Сырец и Малый Сырец находились в составе Сырецкого сельсовета Городенской волости Лужского уезда.
С января 1920 года, в составе Колоденского сельсовета.
С февраля 1923 года, вновь в составе Сырецкого сельсовета.
С февраля 1924 года, в составе Колоденского сельсовета.

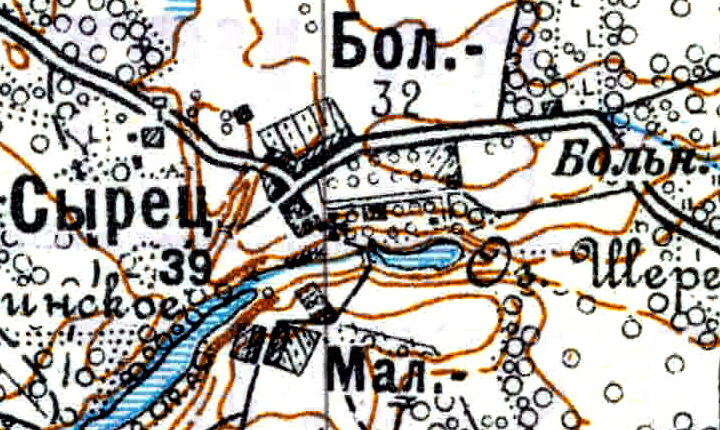
Деревня Сырец на карте 1926 года

Согласно топографической карте 1926 года деревня состояла из двух частей: Большой Сырец, который насчитывал 32 двора и Малый Сырец — 7. В центре деревни Большой Сырец находилась церковь.
С ноября 1928 года, в составе Раковенского сельсовета.
По данным 1933 года деревни Большой Сырец и Малый Сырец входили в состав Раковенского сельсовета Лужского района.
C 1 августа 1941 года по 31 января 1944 года деревни находились в оккупации.
С 1 января 1950 года деревни Большой Сырец и Малый Сырец объединены в деревню Сырец.
В 1961 году население деревни составляло 143 человека.
По данным 1966 года в составе Раковенского сельсовета учитывались деревни Большой Сырец и Малый Сырец.
По данным 1973 и 1990 годов деревня Сырец входила в состав Лужского сельсовета.
По данным 1997 года в деревне Сырец Заклинской волости проживали 70 человек, в 2002 году — 51 человек (русские — 98 %).
В 2007 году в деревне Сырец Заклинского СП проживали 59 человек.

## География
Деревня расположена в юго-восточной части района на автодороге 41К-253 (Заполье — Щепы) в месте её примыкания к автодороге 41К-141 (Великий Новгород — Луга), близ границы с Новгородской областью.
Расстояние до административного центра поселения — 15 км.
Расстояние до ближайшей железнодорожной станции Луга — 20 км.
Деревня находится на берегах озёр Шереметьевского и Машина.

## Демография
| 1838 | 1862 | 1961 | 1997 | 2007 | 2010 | 2017 |
| ---- | ---- | ---- | ---- | ---- | ---- | ---- |
| 21   | ↗139 | ↗143 | ↘70  | ↘59  | ↘51  | ↗69  |

## Улицы
Малосырецкая, Садовая.

## Садоводства
Гвоздика, Грузовик, Сырец.